# Cassandra Palmer-sorozat
A The New York Times és USA Today sikerlistás Cassandra Palmer-sorozat Karen Chance urban fantasy regényfolyama.
Főszereplője Cassandra – Cassie – Palmer, egy fiatal, hatalmas jóstehetséggel bíró nő, aki képes az időutazásra és a szellemekkel való kommunikálásra. Az ő életét és kalandjait követhetjük végig, ahogy hányattatott gyerekkora elől menekülve egyszer csak a mágikus világ leghatalmasabb Látójának posztjában találja magát.
A sorozat helyszíne elsősorban Las Vegas, és az azt körülvevő sivatagos terület. Főbb szereplői mágusok, vámpírok, szellemek és istenségek, nem egy közülük ismert történelmi személyiség alakját idézve, de a mellékszereplők mitológiai besorolása és ismertsége is igen széles skálán mozog a boszorkányoktól kezdve a vérfarkasokon át a gólemekig, valamint olyan, fantasy regények esetén kevésbé preferált lények is, mint a graiák, nekromanták, szatírok, vízköpők vagy épp dzsinnek.
A sorozat történetmesélése elsősorban cselekmény központú és igen feszes tempójú. Szereplői között nem egy történelmi személy (Mircea és Radu Basarab, Kit Marlowe, Raffaello, Casanova, Elvis...) megtalálható, misztikus háttértörténettel és mágikus képességekkel.

## Fogadtatása külföldön
A népszerű fantasy/urban fantasy sorozat részei folyamatosan szerepelnek a The New York Times és az USA Today sikerlistáin.
A harmadik rész, az Átölel az éjszaka 6. helyezést ért el a The New York Times sikerlistáján 2008 áprilisában.

A sorozat minden része igen kedvező értékeléseket kap. A negyedik, A hajnal átka című kötet óta minden rész legalább 4.5 csillagot ér el a Romantic Times Book Reviews kritikusaitól.
"Rendkívül szórakoztató." -Locus
"Karen Chance el fog bűvölni vámpírokkal és mágusokkal teli világával, és bárki seggét szétrúgni képes főhősnőjével."-Rebecca York
"Egy csodálatosan szórakoztató kaland magával ragadó hősnővel." -Kelley Armstrong
"Egy makacs, okos hősnő és ijesztően szexi vámpírok." -Patricia Briggs
"Karen Chance elfoglalta helyét Laurell K. Hamilton, Charlaine Harris, Mary Janice Davidson és J. D. Robb mellett." -SF Revu
"Egyik kedvenc olvasmányom." -Charlaine Harris

## A sorozat Magyarországon
A Cassandra Palmer-sorozatot Bertalan György fordításában 2010-ben kezdte el idehaza kiadni a Kelly Kiadó, akik egy év alatt rögtön elérhetővé tették az első három részt a magyar olvasók számára is.
A fogadtatása eléggé kedvezőtlen volt, ugyanis az írónő által alkalmazott leíró jellegű történetmesélés addig idegen volt a magyar urban fantasyt olvasók számára, így sokáig csak egy volt a sok közül.
A helyzet 2012 tavaszán változott, amikor a Kelly Kiadó közleményt adott ki, hogy számos sorozatuk folytatását felfüggesztik. A bejelentés hatására a felfüggesztett sorozatokra több figyelem irányult, így a Cassandra Palmer-sorozatra is, melyet a Cor Leonis Kiadó vett át, és 2013-tól már ők jelentetik meg a további részeket, megtartva a könyvek fordítóját, Bertalan Györgyöt.
Az immáron új helyen megjelenő ötödik, Holdvadász című rész pedig a legnagyobb magyar könyves közösségi oldalon a 18. legjobb fantasy könyv jelenleg.
"Olvasni kell, de tényleg, egyszerűen olvasni kell ezt a sorozatot..." -Gretty
"Karen Chance-hez hasonló író nincs még egy. A könyvei olvasása közben az ember csak kapkodja a fejét, egy percre sincs megállás, nincs pihenés. Egyértelműen új értelmet adott a pörgős történet kifejezésnek. Humor, egy csipet romantika és izgalom dögivel." -NightStar
"Fantasztikus írónő. Teljesen véletlenül botlottam bele Cassandra Palmer sorozatába és azóta imádom őt. Fantáziadús, pörgős történeteivel úgy sodorja magával az olvasót, hogy az alig kap levegőt." -Sarayu
"Nagyon jó írónő. Imádtam a Cassandra Palmer sorozatát. Egyszerűen csodálatos volt." -kovaeva

## A sorozat részei
A sorozat kezdete óta Karen Chance számos interjúban nyilatkozta, hogy fixen kilenc részesre tervezi a történetívet, melyből eddig hazánkban öt könyv jelent meg.
A kilenc részen belül három trilógiára osztható a sorozat, mely bár egységes történeti szállal és szereplőgárdával bír, a cselekmény hangsúlyozásában elkülöníthető.
Az első 3 rész Cassie Pythiává válására koncentrál. A 4-6. részek a hatalmi harcok során kialakult mágikus háborút (illetve annak megakadályozását) helyezik előtérbe. Az utolsó 3 rész fókuszpontjáról egyelőre még nem nyilatkozott a szerző.

### Magyarul
1. Megérint a sötétség (Touch the Dark); ford. Bertalan György; Kelly, Bp., 2010, ISBN 978-963-9943-47-6
2. Árnyak vonzásában (Claimed by Shadow); ford. Bertalan György; Kelly, Bp., 2010, ISBN 978-963-9943-49-0
3. Átölel az éjszaka (Embrace the Night); ford. Bertalan György; Kelly, Bp., 2010, ISBN 978-963-9943-96-4
4. A hajnal átka (Curse the Dawn); ford. Bertalan György; Cor Leonis, Bp., 2013, ISBN 978-963-89572-4-5
5. Holdvadász (Hunt the Moon); ford. Bertalan György; Cor Leonis, Bp., 2013, ISBN 978-963-448-630-5

### További részek
1. Tempt the Stars, Cor Leonis Kiadó – tervezett magyar megjelenés 2016 második fele[10]
2. Reap the Wind, tervezett külföldi megjelenés: 2015. november
3. Ride the Storm, tervezett külföldi megjelenés: 2016. április
4. egyelőre még nincs információ

### Kiegészítő kötetek, történetek
- "The Day of the Dead" – az első két részből megismert Tomas kiegészítő novellája. Magyarul eddig nem jelent meg.
- "Rogue Elements" – főszereplője Lia De Croissets, hadmágus. A kiegészítő novella a las vegasi hadmágusok életébe és politikájába enged betekintést. Magyarul eddig nem jelent meg.
- "Vegas Odds" – főszereplője Lia De Croissets, hadmágus. A kiegészítő novella a Las Vegas-i hadmágusok életébe és politikájába enged betekintést. Magyarul eddig nem jelent meg.
- "Skin Deep" – főszereplője Lia De Croissets, hadmágus. A kiegészítő novella a Las Vegas-i hadmágusok életébe és politikájába enged betekintést. Magyarul eddig nem jelent meg.
- "The Gauntlet" – Kit Marlowe novella, előzménytörténet a "The Queen's Witch" novellához. Magyarul eddig nem jelent meg.
- "The Queen's Witch" – Kit Marlowe novella. Időben bármikor olvashatóak és az Ezüst Körről szolgálnak plusz információval. Magyarul eddig nem jelent meg.
- "A Family Affair" – John Pritkin novella, időben A hajnal átka és a Holdvadász című részek között játszódik. Magyarul eddig nem jelent meg.
- "Shadowland" – John Pritkin novella, időben A hajnal átka és a Holdvadász című részek között játszódik. Magyarul eddig nem jelent meg.
- "Update Pritkin" – John Pritkin novella, időben A hajnal átka és a Holdvadász című részek között játszódik. Magyarul eddig nem jelent meg.
- "The House at Cobb End" – John Pritkin novella, mely A hajnal átka című rész kapcsán tartalmaz spoilereket. Magyarul eddig nem jelent meg.

## Tartalomismertetők
|  | Alább a cselekmény részletei következnek! |

### Megérint a sötétség
A Megérint a sötétség a világhírű Cassandra Palmer-sorozat első része. Karen Chance írónő ebben a kötetben kalauzol el minket először Cassie különleges világába, ahol otthonosan mozognak a természetfeletti lények, a görög mitológia álomszerű alakjai pedig a középkori Európa szörnyeivel és modern korunk rémlényeivel csatáznak. Az olvasót az első oldaltól foglyul ejti a különös világ, ahol bármelyik pillanatban megtörténhet a legmeglepőbb fordulat is...
Cassandra Palmer élete korántsem átlagos. Látomásai véletlenszerűen felvillantják neki a múlt vagy a jövő fontos pillanatait. Emiatt figyel fel rá és rabolja el még kislány korában Tony, a több száz éves vámpír. Hatalmat akar Cassie látomásaiból – mindent tudni akar üzletfeleiről, pedig azt még nem is sejti, hogy a szellemek szintén kapcsolatot tudnak teremteni a lánnyal. Két évvel Tonytól való szökése után Cassandra halálos fenyegetést kap. Ezzel véget érnek az unalmas hétköznapok, menekülnie kell a vámpírok elől. De nem csak nevelője üldözi, nyomába erednek más vámpír nagymesterek, hadmágusok, sötét varázslók és boszorkányok is.
De vajon mit akarnak a fiatal, ártatlan lánytól? Mi köze mindennek Carcasonne várának kínzókamráihoz, ahová Cassie látomásai újabban vezetnek? Sikerül-e kideríteni, valójában mi történt pontosan a húsz évvel korábban elhunyt szüleivel?

### Árnyak vonzásában
Cassandra Palmer hétköznapinak egyáltalán nem mondható lány. Különböző evilági és természetfeletti kalandjai nyomán a világ legbefolyásosabb jövőbelátója, azaz Pythia lett. Bár ezt a kiváltságot rendszerint csak hosszú évekig tartó felkészítés végén lehet elnyerni, de Cassie személyéhez fűződő, finoman szólva is szokatlan események és körülmények a jelen esetben felgyorsítják a folyamatokat. Ezáltal egyik pillanatról a másikra olyan hatalom birtokába jut, amelyet minden mágus, vámpír, sőt még az Erdők Népe is szeretne maga mellé állítani – vagy végleg eltörölni.
Cassie sorsa ilyenformán nemhogy rendeződne, inkább még bonyolultabbá és kiszámíthatatlanabbá válik. Szerencsére leghűbb segítőtársa, egy néha kifejezetten kóbor szellem támogatására és tanácsaira mindig számíthat, igaz, olykor erősen kétséges, hogy csakugyan akkor jár-e jobban, ha megfogadja a tanácsokat. A frissen posztjára került Pythia konfliktusokba keveredik Pritkinnel, a hadmágussal, aki rendszeresen kritizálja a döntéseit, holott ugyanazért az ügyért harcolnak. Vagy mégsem...? A MÁGUS, azaz a Metafizikai Lények Állandó Gyűlésének Újkori Szövetsége hol titokban, hol meg nyíltan ellenszegül Cassie akaratának. A vámpírok oldaláról is jó néhány ismerős arc bukkan fel. Szerepet kap Louis-César, a bajnok, aki hűvös eleganciával végez bárkivel – persze egy első szintű nagymestertől ez szinte el is várható.Megjelenik Mircea, Drakula gróf testvére, aki körül mindig felforrósodik a levegő. Cassie is ellenállhatatlan vágyat érez, hogy a karjaiban kössön ki, egészen addig, amíg egy meglehetősen arrogáns vámpír mester varázslatot nem bocsát rá, amely elriaszt tőle minden udvarlót.
Ilyen viszontagságos körülmények között kell tárgyalnia a konzullal, és a többi magas rangú vámpírral. De vajon mit keres köztük Casanova? Igen, az a bizonyos Casanova.
Cassie-nek egyre jobban elege van abból, hogy játékszernek tekintsék, ezért úgy dönt, hogy a sarkára áll. Aki a továbbiakban ujjat mer húzni vele, azzal szembesül majd, hogy a dögös külső mögött egy igazán veszedelmes ellenfél bújik meg. De vajon kire fogja rázúdítani minden haragját?

### Átölel az éjszaka
Cassandra Palmer nemrég a világ első számú látnokává vált, ám ettől nem lett felhőtlenül boldog az élete. Mindaddig, míg Cassie-t és egy vámpír nagymestert – az őrjítően jóképű Mirceát – mágikus kapocs köti egymáshoz, a lány nem ura saját életének.
A varázslatot, mely összeköti őket, csupán egy ősi varázskönyvben, a Codex Merliniben pergamenre vetett igézettel lehet feloldani. A Codex hollétéről azonban manapság senki nem tud semmit, így Cassie-nek ott kell kutatnia utána, ahol még fellelhető volt – a múltban.
A fiatal lány hamar rájön, hogy a Codexet nem véletlenül rejtették el ilyen gondosan. A legendák szerint a könyv olyan varázsigéket is tartalmaz, amelyek az egész világot veszélybe sodorhatják. Ha sikerül felkutatni, az talán megoldást jelenthet Cassie és Mircea helyzetére, de romlást hozhat az egész emberiségnek...

### A hajnal átka
Noha Cassandra Palmer nagy hatalommal bíró Pythiává vált, ez egyáltalán nem készteti visszavonulásra azokat, akik a halálát kívánják. A természetfeletti lények világában kevesen örülnének annak, ha az önfejű Cassie foglalná el a legfőbb jövőbelátó posztját – és minden tőlük telhetőt el is követnek, hogy mielőbb eltegyék láb alól.
A vámpírok Szenátusa támogatja ugyan Cassie-t új tisztségében, ám az általuk biztosított védelemnek ára van: szövetségre kell lépnie a szexi vámpír nagymesterrel, Mirceával, aki saját tulajdonaként tekint a lányra.
Ám még a vámpíroknak is komoly gondot okozhat Cassie életének megóvása, hiszen Apollo, az önjelölt istenség, a Pythia hatalmának forrása az ellenfelük. Hogy megmentse saját életét – és mellesleg a világot – Cassie-nek szembe kell néznie teremtőjével...

### Holdvadász
Cassandra Palmer nemrég győzelmet aratott egy kíméletlen istenség felett. Joggal hihetnénk, hogy ezután megérdemel egy kis pihenőt. Ám annak, aki a világ első számú látnoka, azaz a Pythia tisztségét tölti be, nem ilyen könnyű a helyzete. Cassie napirendje zsúfoltabb, mint valaha: meg kell ismerkednie erejével, miközben saját koronázási ceremóniájára készül, és persze szeretné rendezni végre viszonyát a vonzó és jóképű vámpír nagymesterrel, Mirceával is.
Akad azonban valaki, aki nem szeretné Cassie-t a Pythia trónján látni. Bármire képes lenne azért, hogy a felavatási szertartásra soha ne kerüljön sor. Még arra is, hogy levadássza Cassie anyját a lány születése előtt.
|  | Itt a vége a cselekmény részletezésének! |

## Főbb szereplők
Figyelem! A karakterleírások az első könyvre, a Megérint a sötétségre nézve tartalmazhatnak cselekményleírásokat!

### Cassandra Palmer
A sorozat címadó főszereplője, jósnő, akit tehetsége miatt egy hataloméhes vámpír, Tony a szolgájaként tartott évekig, hogy saját céljaira használhassa a látomásokat. Cassie idővel megszökött tőle, ám a vágyott szabadságot mégsem érhette el.
A mágikus világ nagy hatalmú vezetője, a Pythia, halála előtt őt nevezte ki örökösének, és ezzel kötelezettségek és feladatok sokasága szakadt a nyakába, arról nem beszélve, hogy a mágikus világ két nagy érdekcsoportja, a mágusok tanácsa, az Ezüst Kör, és a vámpírközösség vezetősége, a Vámpírtanács is azt szeretné, ha az érdekeik szerint használná újdonsült hatalmát.
Cassie viszont jobbára a saját képességei felett sem tud uralkodni, nemhogy a mágikus közösség felett, akik épp az ő hatalomra emelkedése, és a háttérben tevékenykedő, gonosz lényekből álló Fekete Kör cselszövései miatt egyre a háború szélére sodorják a világot, amelyben Cassie csak normális, szabad életet szeretne élni.

### Mircea Basarab
Kettős főszereplő a Cassandra Palmer és a Dorina Basarab regényekben. Az 500 éves mestervámpír a Vámpírtanács egyik nagy hatalmú tagja, Cassie korábbi "főnökének", Tonynak a mestere.
Látta felcseperedni Cassie-t, ám egy átok miatt csak messziről segíthette, nem vehette maga mellé. Bevallása szerint romantikus érzelmeket táplál a lány iránt, de a Vámpírtanácsban betöltött rangja és érdekei miatt a valódi érzelmeit és szándékait titkok övezik.
Saját története a Masks korai életének történéseit meséli el a 15. századi Velencében.

### John Pritkin
Démonölésre specializálódott hadmágus, az Ezüst Kör rejtélyes rendfenntartója. A mágusok szövetsége vele akarta kiiktatni Cassiet, mikor a hatalom kéretlenül a lány ölébe hullott. A kezdetben ellenségeskedésen alapuló kettősük azonban idővel bajtársiassággá vált, így Pritkin mára már Cassie testőre, személyi edzője és mentora is. Sőt, szinte barátokká is lettek, miközben a titkok csak egyre gyűlnek a mágus körül.

### Francoise
Cassie a 17. századi inkvizíció elől mentette meg a szegény falusi parasztlánynak látszó, ám valójában rejtett képességekkel bíró francia boszorkányt, aki azóta is a közelében él, hogy szükség esetén a segítségére legyen megmentőjének. Szabadidejében pedig igyekszik kihasználni minden lehetőséget arra, hogy élvezze az ajándékba kapott második életét.

### Tomas
Cassie lakótársa és egyben munkatársa, akit a lány szedett össze az utcáról, és nyújtott neki segítő kezet.
Viszont Tomas nem az, akinek látszik, ugyanis egy spanyol kalandor fattyaként született Peruban a hódítások idején. Miután erőszakkal vámpírrá változtatták, századokon át szolgaként alkalmazták, ezért semmi másra nem vágyik, csak arra, hogy a mélységesen gyűlölt mesterét megölje, és ezért a bosszúért mindent képes feláldozni.

### Raffaello
Cassie gyermekkori barátja, ugyanis mindketten Tony udvarában éltek. A híres festő-vámpír tehetségének köszönhette, hogy a kegyetlen vámpírmester felfigyelt rá, és mikor visszautasította az udvari felkérést, bosszúból amolyan szobafestő-szolgává tette őt a vámpír.
Az udvarban töltött évei alatt igyekezett Cassienek vigaszt nyújtani, és kellemessé tenni számára az udvari életet két látomás között.
Tony eltűnése után Mircea szolgálatába került, és a Vámpírtanácsnál tevékenykedve igyekszik megelőzni a háborút.

### Kit Marlowe
Kit Marlowe visszatérő szereplő, aki mind a Cassandra Palmer-, mind a Dorina Basarab-sorozatban szerepel időről-időre. Az Erzsébet-korabeli sármos ám alattomos vámpír a Vámpírtanács kéme.

### Billy-Joe
Amikor Cassie 17 éves volt, egy zálogházban talált rá egy csúnya öreg nyakláncra és hamarosan felfedezte, hogy az ékszer egy Billy Joe nevű szellem "lakhelye".
Billy Joe életében csapodár hamiskártyás volt, és egy rosszul elsült kártyacsalás után egy zsákba kötözve a Mississippi folyóba vetették. A 29 éves korában elhalálozott, de már közel 150 éve kísértő Billy Joe és Cassie jó barátokká váltak, a lány sokszor tölti fel életenergiájából a férfit, és a szellem cserébe sokszor segít Cassie-nek, hiszen létformájából eredően kiváló kém, akit sem ember, sem számos mágikus lény nem lát

### Louis-César
Mester szintű vámpír, az Európai Vámpírtanács párbaj-bajnoka. Az első Megérint a sötétség című rész után Karen Chance másik, Dorina Basarab című sorozatában vált főszereplővé.

## A sorozatban eddig előforduló lények
- vámpír
- hadmágus
- boszorkány
- malefica
- szellem
- nekromanta
- isten
- gólem
- vérfarkas
- inkubusz
- vízköpő
- sárkány
- graia
- zombi
- szibilla
- szatír
- tündér
- dzsinn
- ogre